# Маргарет Роулінґс
Маргарет Роулінгс (англ. Margaret Rawlings; 5 червня 1906 — 19 травня 1996) — англійська акторка театру, кіно та телебачення.
Народилася в Осаці в родині священика-місіонера. Освіту отримала у Віщій школі Оксфорда, де у вільний від навчання час брала участь в місцевих театральних постановках. У 1928 році дебютувала в Лондоні на Вест-Енді, а в кінці десятиліття гастролювала в США та Канаді. На великому екрані акторка дебютувала в 1929 році, з'явившись у шести фільмах, серед яких «Римські канікули» (1953), «Руки різника» (1971) та «Йди за мною» (1972). Також була відома роботою на телебаченні, зокрема, ролями в телефільмах «Гамлет» (1947) та «Джекілл і Хайд» (1990).
Була одружена з актором Гебріелом Тойоном, потім із сером Робертом Барлов, від якого народила дитину.
Акторка померла у власному будинку в графстві Бакінгемшір за два тижні до свого дев'яносторіччя.